# Machulince
Machulince (allemand : Mahulintz, hongrois : Maholány) est un village de Slovaquie situé dans la région de Nitra.

## Histoire
Première mention écrite du village en 1275.

## Démographie

### Évolution de la population
| Année:               | 1994. | 2004.   | 2014.   | 2024.   |
| -------------------- | ----- | ------- | ------- | ------- |
| Nombre de personnes: | 988   | 1037    | 1126    | 1087    |
| Différence:          |       | +4,95 % | +8,58 % | -3,46 % |

| Année:               | 2023. | 2024.   |
| -------------------- | ----- | ------- |
| Nombre de personnes: | 1090  | 1087    |
| Différence:          |       | -0,27 % |